# 科威特的尼泊爾人
科威特的尼泊爾人，主要是從尼泊爾到科威特的移民，主要是移民工人和家庭傭人。越來越多的尼泊爾工人到出產石油的海灣國家工作，因為他們承諾給尼泊爾工人很高的工資，在科威特工作的約40,000名尼泊爾人中有33,000多名是家庭傭工。

## 社會問題
儘管有法律保護他們，但有一些尼泊爾男子被他們的科威特雇主欺騙了工資。
對於尼泊爾婦女來說，在科威特工作可能比男人更危險。 由於過去的虐待案件，尼泊爾政府禁止他們作為女傭在那里工作。雖然許多人成功地獲得了她們夢想的高薪，但更多人成為身體和性虐待的受害者。其中許多婦女出現在尼泊爾駐科威特的大使館，有明顯的性侵犯跡象，聲稱她們的前雇主欠她們的錢，並描述了不人道和非法的工作條件。然而，儘管這些說法很頻繁，但當局很少進行調查。通常情況下，這些婦女被送回尼泊爾，在那裡再次販運到科威特。